# Nallıhan
Nallıhan ist eine Gemeinde und ein gebietsmäßig deckungsgleicher İlçe (staatlicher Verwaltungsbezirk) in der türkischen Provinz Ankara. Die Gemeinde gehört zur Großstadtkommune Ankara (Ankara Büyükşehir Belediyesi), die alle Gemeinden der Provinz umfasst. Obwohl Nallıhan damit eine Stadtteilgemeinde der Großstadt Ankara ist und sämtliche Siedlungen des Bezirks als mahalle zur Gemeinde Nallıhan gehören, macht das Gebiet wegen seiner entlegenen Lage im äußersten Westen der Provinz und des wenig verstädterten Siedlungsbilds eher den Eindruck eines abgelegenen ländlichen Bezirks. Der Name leitet sich von einer Karawanserei (Han) ab, die der spätere Großwesir Gümülcineli Damat Nasuh Pascha Ende des 16. Jahrhunderts erbauen ließ. Volksetymologisch wird der Name als „Gasthof mit dem Hufeisen“ (türk.: nal) gedeutet, doch leitet sich der Name eher von einem dortigen kleinen Fließgewässer, dem Nallı Suyu ab, wobei der Name, wie die ältere überlieferte Form Naallu zeigt, nichts mit einem Hufeisen zu tun hat.

## Geographie
Der Bezirk (İlçe) Nallıhan ist der westlichste Bezirk der Provinz Ankara und schiebt sich wie ein Sporn zwischen die Provinzen Bolu im Norden und Eskișehir im Süden. Im Osten grenzt er an den Bezirk Beypazarı. Die zentrale Ortschaft liegt 161 km vom Zentrum von Ankara entfernt an der D 140, die von Ankara über Göynük und Geyve nach Istanbul führt. In früheren Zeiten war dies die Hauptverbindungsstraße von Istanbul nach Bagdad.
Der vom Sakarya durchflossene Bezirk weist ein lebhaftes Relief mit Bergen und Tälern auf. Die Berge im Süden und Osten des Bezirks sind meist kahl, nach Westen und Norden nimmt die Bewaldung mit Nadelbaumforsten und Eichenbeständen zu. Insgesamt sind 48 % des Gebiets bewaldet, 25 % sind zum Ackerbau geeignet, 22 % sind Weide- und Ödland und 5 % Buschland. Klimatisch liegt der Bezirk in einem Übergangsgebiet zwischen inneranatolischen und westpontischem Klima.
Die Wirtschaft des Bezirks ist landwirtschaftlich geprägt. Bedeutsame Zweige sind insbesondere die Imkerei, die Seidenraupenzucht und der Anbau von Hülsenfrüchten, Gemüse und Obst. Überregionale Bedeutung haben einige Anlagen zur Elektrizitätserzeugung, nämlich die Wasserkraftwerke der Stauseen Sarıyar Hasan Polatkan Barajı, Gökçekaya Barajı und Yenice Barajı sowie, aufgrund der dortigen Kohlevorkommen, das Wärmekraftwerk von Çayırhan.
Im Bezirk gibt es mehrere Naturschutzgebiete, darunter ein Vogelschutzgebiet und ein Gebiet, in dem Wildschafe angesiedelt werden sollen.
Nallıhan ist bekannt für die dort geknüpften Teppiche und gewebten Kelims sowie für Stickerei und Drahtfiligranarbeiten.

## Geschichte
Nallıhan gehört zu den Kleinstädten in Anatolien, die auf eine längere, Jahrhunderte alte Existenz zurückblicken können.
Das Gebiet um Nallıhan wurde seit 1073 von Türken besiedelt und gehörte zum Reich der Danischmenden und später zum Sultanat der Rum-Seldschuken. Aus dieser Zeit sind einige Türben anzutreffen, die Familienangehörigen von Tabduk Emre zuzurechnen sind. Dieser war ein Sufi, der noch heute in der Region Beachtung findet, und der Lehrer von Yunus Emre. Nach dem Ende des Seldschukenreichs kam die Gegend von Nallıhan bald unter osmanische Herrschaft.
Der Bezirk von Nallıhan gehörte bis ins 19. Jahrhundert zum Sandschak Hüdavendigâr, dem Vorläufer des Vilâyet Hüdavendigâr, aus dem die Provinz Bursa hervorging, und wechselte dann zum Sandschak Ankara. Der Bezirk (Nahiye) und sein Hauptort führte den Namen Karahisar-ı Naallu. Der Ort lag ursprünglich nicht an der heutigen Stelle, sondern wahrscheinlich dort, wo sich beim Gutshof Kayapınar noch Siedlungsreste befinden. Als 1594 der spätere Großwesir Nasuh Paşa auf dem Rückweg von Aleppo nach Istanbul durch die Gegend zog, ließ er an der Stelle des heutigen Ortes die Karawanserei Nallı Han (auch: Koca Han) mit einer Moschee und einem Hamam errichten, sowie weiter im Bezirk die Karawansereien Çayır Han und Ulu Han. Neben der Karawanserei entwickelte sich das neue Zentrum des Bezirks, das schließlich deren Namen übernahm.
Bis Ende 2021 bestand der İlçe neben der Kreisstadt (mit 7 Mahalles) aus zwei weiteren Gemeinden (Belediye): Çayırhan (5) und Sarıyar (2 Mahalle) sowie 75 Dörfern (Köy). Im Zuge der Verwaltungsreform 2013 wurden die Dörfer in 75 und die Belediye in 2 Mahalle umgewandelt, so dass sich deren Zahl von 14 auf 83 erhöhte. Gegenwärtig ist der Mahalle Çayırhan mit 8438 Einwohnern der größte.